# Adolphe de Leuven
Adolphe de Leuven, eigentlich Comte Adolphe de Ribbing, Pseudonym auch Grenvallet (* 1800; † 14. April 1884) war ein französischer Theaterdirektor und Librettist.

## Leben
Leuven war der Sohn von Adolph Ribbing, der gemeinsam mit Jacob Johan Anckarström und anderen Verschwörern am Mord von König Gustav III. von Schweden beteiligt war. Er schrieb über 170 Bühnenstücke und Libretti, wovon besonders das der Oper Der Postillon von Lonjumeau von Adolphe Adam bekannt wurde. Dieses Stück verfasste er wie noch einige andere gemeinsam mit Léon-Lévy Brunswick. Zusammen mit Camille du Locle war er Co-Direktor der Opéra-Comique von Paris von 1862 bis 1874.
Das Libretto zu Le brasseur de Preston, einer anderen Adam-Oper, diente Johann Nestroy als Vorlage für seine Posse Der Färber und sein Zwillingsbruder.

## Werke (Auswahl)
- mit Adolphe Adam, Léon-Lévy Brunswick, Jean-Baptiste Chollet, Geneviève-Aimée-Zoë Prévost: Le postillon de Lonjumeau, opéra-comique en trois actes. Théâtre de l’Opéra-Comique-Bourse, Paris 1836, OCLC 691860417.
- mit Adolphe d’Ennery; Adolphe Adam: La rose de Péronne. Opéra-comique en trois actes. (= France dramatique au dix-neuvième siècle.) Barba, Paris 1841, OCLC 31995608.
- mit Arthur de Beauplan, Adolphe Adam: La poupée de Nuremberg, opéra-comique en un acte. D. Giraud et J. Dagneau, Paris um 1852, OCLC 46761101.